# Schifffahrtsmuseum Bergen
Das Schifffahrtsmuseum Bergen (norw.: „Bergens Sjøfartsmuseum“) wurde 1962 errichtet und zuvor vom norwegischen Architekten Per Grieg entworfen. Es wurde in einem monumentalen Stil mit soliden Steinmauern gebaut. Die Ausstellungsräume sind um ein Atrium herum angelegt. Glaswände lassen von dort aus viel Licht in die Ausstellungsräume.
Die Ausstellung zeigt die gesamte Geschichte der Seefahrt von ältester Zeit bis heute. Zur Ausstellung gehören viele einmalige Gegenstände und eine große Sammlung von Modellen bekannter Schiffe und Boote.
Das Museum entstand auf Initiative von Haakon Shetelig, der einen großen Teil der noch heute ausgestellten Gegenstände zusammengetragen hatte. Er setzte sich schon 1918 dafür ein, diese ausstellen zu können. 1921 wurde das Schifffahrtsmuseum offiziell gegründet, aber erst 1927 als Teil des Museums Bergen eröffnet. Am 30. April 1962 wurde es in den neuen, eigens dafür gebauten Räumlichkeiten neu eingeweiht. Das Museum wird auch als Versammlungsstätte benutzt.
Am 1. Juli 2011 übernahm Tore L. Nilsen die Stelle des Museumsdirektors von Atle Thowson.
Am 7. Juni 2013 eröffnete eine große Ausstellung mit dem Namen „En reise mellom to verdener“ (Eine Reise zwischen zwei Welten) in Anlehnung an den 100. Jahrestag der Aufnahme der norwegischen Amerikalinie. Die Ausstellung zeigt den Hintergrund, wie es zur Einrichtung der Linie kam und wie der Betrieb funktionierte. Es werden Bilder, Gegenstände und Filme gezeigt. Diese Ausstellung soll noch bis zum Sommer 2014 geöffnet bleiben.